# X-Men (Game Gear)
X-Men — компьютерная игра в жанре экшена, разработанная и изданная компанией Sega для игровой платформы Sega Game Gear.

## Игровой процесс
Протагонисты игры, Росомаха и Циклоп, перемещаются по уровням и сражаются с множеством противников, задействуя удары руками и ногами. Способности мутантов можно активировать и деактивировать; пока способности работают, они истощают энергию персонажа. По мере прохождения уровней игроку открываются новые герои: Шторм, Шельма, Псайлок, Ночной Змей и Человек-лёд.
По мере развития сюжета игроку предстоит столкнуться с такими антагонистами как: Каллисто, Саурон, Себастьян Шоу, Красный Омега, Королева Выводков и Магнето. Сражение с каждым боссом разворачивается в культовых локациях из вселенной Людей Икс, включая: Туннели Морлоков, Дикую Землю, Клуб Адского Пламени, Мадрипур, родной мир Выводков и Авалон. Эти уровни часто представляют собой лабиринты из либо промышленных, либо природных зон, либо смеси обоих типов. Финальным боссом игры выступает Магнето.

## Сюжет
Атаковавший штаб-квартиру Людей Икс Магнето захватывает большую часть команды. Спастись удаётся лишь Росомахе и Циклопу. Пробиваясь через волну многочисленных злодеев, герои спасают своих товарищей по команде, а в конце сражаются с Магнето лично.

## Критика
В феврале 1994 года X-Men была самой продаваемой игрой для Game Gear в США.
X-Men была удостоена положительного отзыва от GamePro: «X-Men для Game Gear умещает все действия и графику в четыре мегабайта хаоса из комиксов Marvel. Длинные уровни достаточно комплексны, чтобы держать вас в напряжении, и достаточно интересны, чтобы занять вас во время долгой поездки к бабушке».